# Типірацил
Типірацил (англ. Tipiracil) — лікарський препарат, який застосовується для лікування раку. Він застосовується в комбінації з трифлуридином для лікування нерезектабельних або рекурентних форм колоректального раку. Типірацил сприяє підтриманні концентрації трифлуридину в крові внаслідок інгібування ферменту тимідинфосфорилази, який метаболізує трифлуридин.

## Взаємодії препарату
Отримано дані лише дослідження взаємодії типірацилу in vitro. Згідно цих даних типірацил транспортується білками SLC22A2 і SLC47A1. Препарати, які взаємодіють з цими білками-транспортерами, можуть впливати на концентрацію типірацилу в плазмі крові.

## Фармакологічні властивості

### Механізм дії
Типірацил є інгібітором тимідинфосфорилази, та пригнічує метаболізм трифлуридину шляхом інгібування тимідинфосфорилази, сприяючи збільшенню системної експозиції трифлуридину при застосуванні комбінації типірацилу з трифлуридином.

### Фармакокінетика
Близько 27 % типірацилу всмоктується з кишечника. У хворих на рак найвища концентрація препарату в плазмі крові досягається через 3 години після перорального прийому. Типірацил не має схильності до накопичення в організмі. Зв'язування з білками плазми крові in vitro становить менше 8 %. Типірацил не метаболізується ферментами цитохрому Р450 . Препарат частково гідролізується, але більша частина типірацилу виводиться в незміненому вигляді з калом (50 %) і сечею (27 %). Період напіввиведення препарату становить 2,1 години в перший день, а потім трохи збільшується до 2,4 години на 12 день прийому. Типірацил спричинює значне, аж у 22 рази, збільшення концентрації трифлуридину в плазмі крові, а його площу під кривою збільшує у 37 разів.

## Хімічні властивості
Типірацил використовується у вигляді гідрохлориду, який є білим кристалічним порошком. Розчинність у воді типірацилу складає 5 мг/мл; він також розчиняється у 0,01 М соляній кислоті та 0,01 М гідроксиді натрію; малорозчинний в метанолі; дуже мало розчинний в етанолі; і практично нерозчинний в ацетонітрилі, ізопропіловому спирті, ацетоні, диізопропіловому етері та діетиловому етері.

## Застосування при COVID-19
У клінічних дослідженнях з використанням комбінації кристалографії, біохімічних аналізів, та цитологічних обстежень, показано, що типірацил інгібує фермент вірусу SARS-CoV-2 Nsp15, і взаємодіє з уридин-зв'язуючим фрагментом активного центру цього ферменту. Раніше застосування типірацилу при COVID-19 запропоновано в комп'ютерному дослідженні застосування ліків за іншими показами як найбільш перспективний напрямок впливу на основну протеазу SARS-CoV-2.